# بلازا ألتا

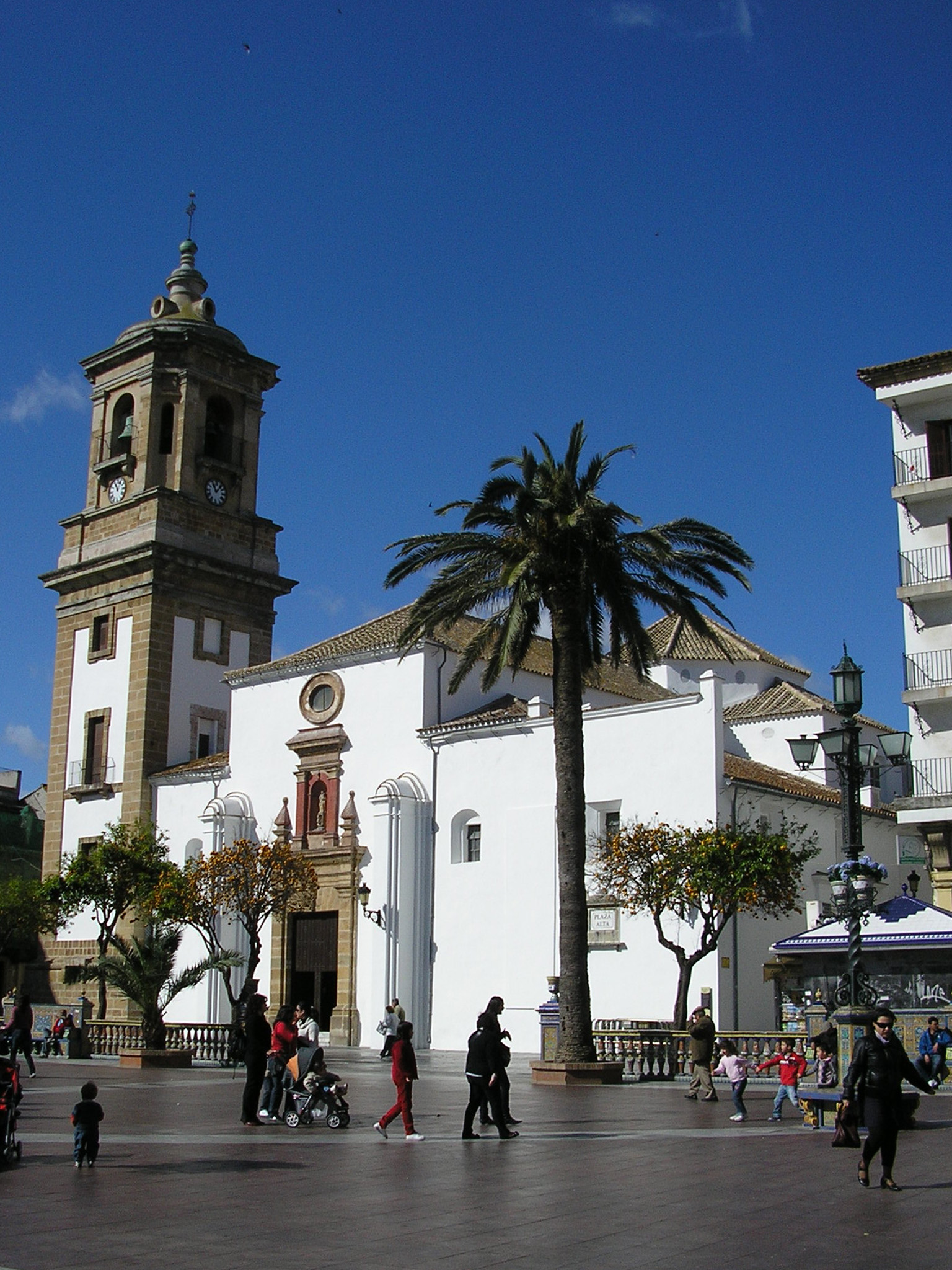
كنيسة سيدة لا بالما الواقعةِ في ساحة بلازا ألتا.

بلازا ألتا (بالإسبانية: Plaza Alta)‏ هي ساحة تراثيّة وسياحيّة في البلدة القديمة في الجزيرة الخضراء بإسبانيا، كما تُعتبر أحد مراكز النشاط الرئيسية في المدينة، حيث تَستضيف هذه الساحة العديد من الفعاليات والمهرجانات على مدار العام. تقع بعض المباني الأكثر أهمية في المدينة مثل كنيسة النخيل (بالإسبانية: Iglesia de la Palma)‏ وكنيسة أوروبا (بالإسبانية: Capilla de Europa)‏ في الساحة بينما تحتوي الشوارع المجاورة على مباني أخرى مثل كالي أنشا وكالي كونفينتو.

## الجغرافيّة
يحد الساحة كامينو بابلو ماياهو وكامينو فينتورا مورون، فيما تقعُ كنيسة النخيل إلى الغرب، وكنيسة أوروبا إلى الجنوب الشرقي.

## الاسم
كان للميدان أسماء مختلفة بمرور الوقت تعكس تاريخُ إسبانيا. اسمها الأول، كما هو الحال اليوم، كان بلازا ألتا الذي يُمكن رؤيته على خريطة مؤرَّخة تعودُ لعام 1725. بعد إعادة تخطيط المدينة في عام 1807، أطلقَ عليها مانويل جودوي اسم بلازا ديل ألميرانتي، ولكن بعد ذلك بوقت قصير أصبحت ساحة ديل ري، ثم بالتزامن مع تمرد عام 1821 صارَ اسمها بلازا دي لا كونستيتسيون، وعادت إلى اسمها السابق في عام 1824. من 10 أكتوبر 1830، وبمناسبة صعود إيزابيل الثانية إلى العرش، غُيّر الاسم إلى بلازا دي لا رينا. بحلول عام 1873 ومع إعلان الجمهورية أصبحت مرة أخرى بلازا دي لا كونستيتسيون، وهو الاسم الذي احتفظت به حتى عام 1931 عندما غُيّر اسمها إلى بلازا دي لا ريبوبليكا وفي عام 1936، بعد الحرب الأهلية، أصبحَ اسم الساحة بلازا ديل جنراليسيمو فرانكو. أخيرًا خلال الفترة الانتقالية، عادت الساحة إلى اسمها الأصلي، بلازا ألتا، وهو الاسم الأكثر شيوعًا.

## التاريخ

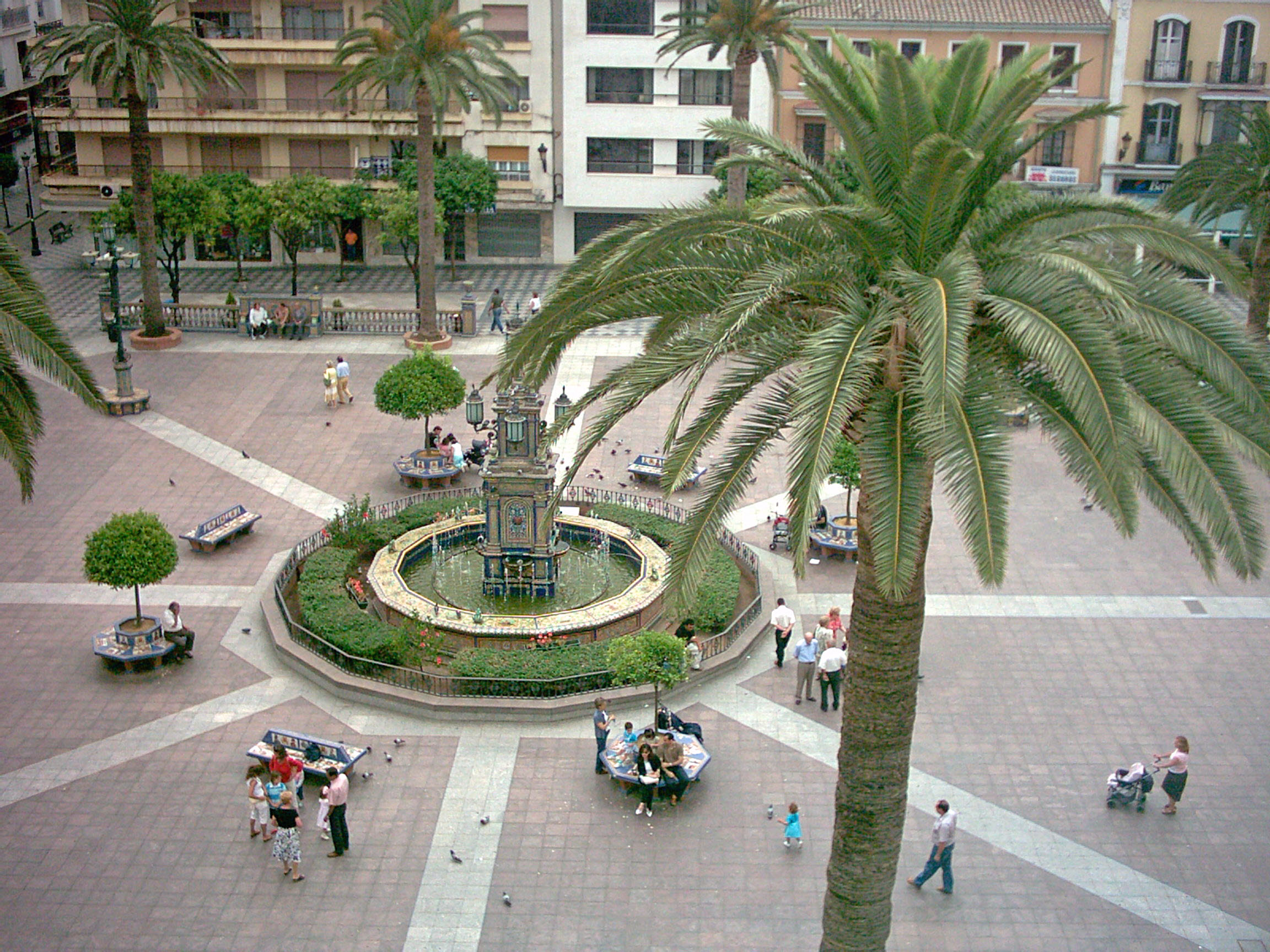
صورة علويّة لساحة بلازا ألتا

كانت المنطقة التي تحتلها ساحة بلازا ألتا موجودة منذ إعادة تشكيل المدينة وفقًا لمخطّطات ماركيز فيربوم. اسم بلازا ألتا يعني حرفيًا «مربع مرتفع» وهناك ساحة أخرى تُعرف باسمِ بلازا باجا التي تعني حرفيًا «مربع منخفض». منذ عام 1783، كان في الساحة نافورة عامة تزوَّد بالمياه من قناة المدينة المائية. تم إجراء أول إعادة تخطيط منهجي للمنطقة في عام 1807 من قبل الجنرال كاستانيوس، حاكم منطقة جبل طارق. في المخططات الأصلية، تم رفع الطرف الغربي للساحة لتوفير منطقة مستوية وتم تحديد الحدود مع الشوارع المحيطة بسلاسل متصلة بأعمدة حجرية. كانت هناك ثمانية مداخل: أربعة في الزوايا وأربعة أخرى في الجوانب. كانت الساحة محاطة بأشجار الحور وكانت هناك أشجار برتقال في أحواض. كان من المفترض أن تكون هناك مسلة في وسط الساحة ولكن تم استبدالها بعمود صممه جواكين دولز. تم التخطيط لتمثال نصفي لمانويل جودوي في الأعلى ولكن في الواقع لم تتم إضافته مطلقًا. أعاد العمدة جواكين بيانكي تصميم الساحة في عام 1925 عندما تم تفجير المسلة وتم تعبيد المنطقة. بعد ذلك بقليل، تم وضع مصباح شارع في الوسط على هيكل من الطوب الأحمر أطلق عليه الناس اسم المطبخ الاقتصادي (بالإسبانية: la cocina económica)‏ بينما تم الاحتفاظ بالأعمدة والسلاسل والمقاعد حتى تم توسيع الشوارع المحيطة لحركة المرور في عام 1929. بعد عام في عام 1930، أعاد العمدة إميليو موريلاس ساليناس تشكيل الساحة مرة أخرى، لتأخذَ شكلها الحالي. كانت الساحة تعتبر علامة بارزة في طفولة باكو دي لوسيا.

## العمارة والتجهيزات
تحتوي الساحة المتناسقة على نافورة ضخمة في المركز ومقاعد دائرية وأعمدة إنارة في كل مكان، بينما يحد الدرابزين الشوارع المحيطة، وكلها مزينة بخزف إشبيلية من مصانع سانتا آنا للسيراميك (بالإسبانية: Cerámica Santa Ana)‏ وتريانا سيراميك هاوس جونزاليس (بالإسبانية: Cerámica Triana Casa Gonzále)‏. لم يتغير شيء يذكر منذ إعادة التشكيل عام 1930، على الرغم من إضافة عددٍ قليلٍ من المقاعد بزخارف خزفية مستوحاة من دون كيشوت لسرفانتس، تمت زراعة عدد قليل من أشجار النخيل وهناك زخارف نباتية بوعاء.

## Iلمراجع
1. ↑  Simonis، Damien (15 سبتمبر 2010). Spain. Lonely Planet. ص. 762–. ISBN:978-1-74220-379-9. مؤرشف من الأصل في 2022-12-25. اطلع عليه بتاريخ 2013-02-22.
2. ↑  Historia de Algeciras (3 volumes) (2001). Diputación de Cádiz, p.136. (ردمك 84-95388-34-0) (Spanish language)
3. ↑  Melle Navalpotro, Angelines (1995). "Renacer de Algeciras: génesis del barrio de Matagorda" (PDF) (بالإسبانية). Amoraima. Archived from the original (PDF) on 2010-10-03. Retrieved 2013-02-18.
4. ↑  Gaceta de Madrid (بالإسبانية). Imprenta Real. 1834. p. 849. Archived from the original on 2022-12-25. Retrieved 2013-02-18.
5. ↑  "Algeciras" (بالإسبانية). Cadiz-turismo.com. Archived from the original on 2013-01-16. Retrieved 2013-02-18.
6. ↑  Martínez Zotarelli, José (2005). Historias de la Plaza Alta (Algeciras). pp. 319. 84-609-4002-0 p.183.
7. ↑  Pohren، D. E. (1992). Paco de Lucía and Family: The Master Plan. Society of Spanish Studies. ص. 93–. ISBN:978-0-933224-62-9. مؤرشف من الأصل في 2022-12-24. اطلع عليه بتاريخ 2013-02-22.
8. ↑  Macaulay، Rose (1 ديسمبر 2011). Fabled Shore: From the Pyrenees to Portugal. Bloomsbury Publishing. ص. 215–. ISBN:978-1-4482-0773-2. مؤرشف من الأصل في 2022-12-25. اطلع عليه بتاريخ 2013-02-22.